# Lenz-törvény
A Lenz-törvény az elektromágneses indukció során keletkezett indukált feszültség által létrehozott indukált áram irányának meghatározására alkalmas. Az indukciós jelenséggel átfogóbban a Faraday–Lenz-törvény foglalkozik.

## Lenz törvénye
Ha mágneses térben egy vezető elmozdul, és a vezető elmozdulásának van az indukcióvonalakra merőleges összetevője, akkor a vezetőben feszültség indukálódik. Ha a vezető zárt áramkört képez, az indukált feszültség hatására a körben áram folyik. Lenz törvénye szerint ennek az indukált áramnak az iránya mindig olyan, hogy mágneses hatásával gátolni igyekszik az őt létrehozó indukáló folyamatot. Jelen esetben a relatív elmozdulást.
Az áramkörbe kapcsolt tekercsben, vagy vezetőben, mind bekapcsoláskor, mind pedig kikapcsoláskor feszültség indukálódik. A Lenz-törvény értelmében az indukált feszültség hatására létrejövő áram iránya bekapcsoláskor az áramforrás feszültségével ellentétes, míg kikapcsoláskor azzal megegyező irányú. 
Az áramerősség változása a tekercs keresztmetszetén áthaladó erővonalak számának - a fluxusnak - a változását is jelenti. A fluxusváltozás indukálja tehát a jelentkező +, vagy - előjelű többletfeszültséget.
Bekapcsoláskor az áram erőssége 0-ról I-re növekszik. Mivel az indukálódó feszültség következtében létrejövő áram iránya ellentétes az áramkörben meginduló áram irányával, így a ténylegesen folyó áram lassabban éri el maximumát.
Kikapcsoláskor az áram I-ről 0-ra csökken. Az ekkor indukálódó feszültség következtében, olyan ellentétes irányú áram jön létre, amely az áramkörben ténylegesen folyó áram hirtelen megszűnését késlelteti, tehát a megszakítás után is folyik még áram valameddig a körben.
Az önindukció jelenségében az áram és a mágneses tér tehetetlensége nyilvánul meg.
A törvényt Heinrich Lenz 1834-ben ismerte fel.

## Energiamegmaradás
Az elektromágneses indukció bármely formájánál fellépő Lenz-törvény szoros kapcsolatban van az energiamegmaradás törvényével. Lényegében a Lenz-törvény vezérli a folyamatot, ami a mágneses energia megszűnéséhez kell.
Általánosan igaz, hogy a mágneses mezőnek energiája van, egy elektromágnes kikapcsolásakor a mágneses energia nem tűnhet el, valamilyen módon átalakul, legtöbbször elektromos munkát végez.